# George Horine
George Leslie Horine (Escondido, Califòrnia, 3 de febrer de 1890 - Modesto, Califòrnia, 28 de novembre de 1948) va ser un atleta, especialista en salt d'alçada, i jugador de beisbol estatunidenc que va competir a començaments del segle xx.
El 1912 va prendre part en els Jocs Olímpics, d'Estocolm, on disputà la prova del salt d'alçada del programa d'atletisme. En ella guanyà la medalla de bronze, en quedar rere Alma Richards i Hans Liesche. En aquest mateixos Jocs disputà la competició de demostració de beisbol.
George Horine va ser el primer home en superar els 2 metres en el salt d'alçada. Horine superà per primera vegada el rècord del món el 29 de març de 1912 a Palo Alto amb 1,98 metre, abans de superar els dos metres el 18 de maig de 1912 a la Universitat Stanford durant els Trials de classificació per als Jocs Olímpics de 1912. Aquesta fita passà una mica desapercebuda als Estats Units, ja que no empraven el sistema mètric. En realitat Horine superà una barra situada a sis peus i set polzades, que equival a 2,007 metres. Aquest serà el primer rècord homologat per l'IAAF en aquesta modalitat.